# Balsa (Navia de Suarna)
Balsa (A Balsa en gallego) es un pueblo de la parroquia de Rivera, en Navia de Suarna.

## Ubicación
A Balsa está ubicada en la parroquia de Rivera, perteneciente al municipio de Navia de Suarna en la zona Lucense de la Comarca de Los Ancares

## Otros datos
Actualmente no se sabe con exactitud cuantos habitantes hay, el último dato es de 7 habitantes (INE 2023), aunque esto puede cambiar ya que hay gente que va de vacaciones, verano, Navidad etc.
La aldea se divide en dos zonas:
- A Balsa de arriba
- A Balsa de abajo